# Hallyuwood
Hallyuwood é uma palavra composta que combina a palavra Hallyu (que significa "onda coreana" em coreano) com wood (proveniente da palavra Hollywood), que é um termo informal pra descrever o entretenimento e a indústria do cinema na Coreia do Sul. Os coreanos usam o termo Hallyu para descrever o fenômeno da onda coreana que atingiu todos os países da Ásia e depois além do continente. Essa tendência foi relatada pela CNN como "Hallyu-wood". O termo "Hallyuwood" tem sido utilizado e citado em vários artigos e revistas de notícias, livros e simpósios para descrever pessoas, lugares e eventos relacionados à onda coreana como a planejada "Calçada da Fama Hallyuwood" no deslumbrante distrito de Gangnam em Seul à um prato de bibimbap chamado de Bibigo: A Esperança de Hallyuwood.
Hallyuwood, juntamente com Hollywood e Bollywood, constituem nos três principais pilares da indústria do entretenimento do mundo contemporâneo. Os três são considerados as mais famosas Mecas do cinema mundial.
Diretores coreanos, mais notavelmente Park Chan-wook e Kim Jee-woon fizeram a transição de Hallyuwood para Hollywood e já lançaram seus primeiros filmes em inglês, sendo os mais notáveis os filmes O Último Desafio (do diretor Kim Jee-woon) estrelando Arnold Schwarzenegger e Stoker (do direto Park Chan-wook), estrelando Nicole Kidman.
O canal Discovery Channel lançou um documentário dividido em cinco partes feito pelos ganhadores do prêmio "First Time Filmmakers (FTFM) Korea". Um dos documentários tem como título Encontrando Hallyuwood apresentado pelo ator Sean Richard. Sean se reuniu com cantores, atores, diretores e produtores coreanos para descobrir o que é tão singular na música coreana, nos filmes e nos dramas coreanos e como eles se conectam com sucesso com públicos estrangeiros.
Com a possível exceção de Bollywood (Índia), a indústria cinematográfica coreana parece ser o mais movimentado da região (asiática), dizendo que o apoio do governo provou ser crucial nos dias difíceis do cinema coreano na década de 1990. Ele ilustra a incrível relação que o governo e os setores privados têm na produção de filmes coreanos.